# Gentofte Sportspark

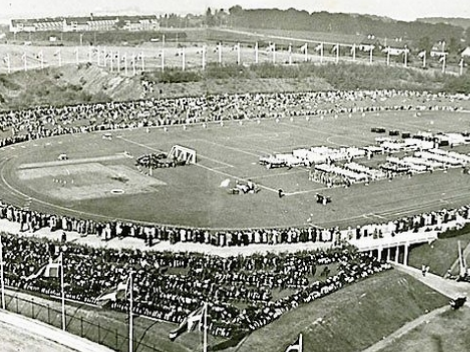
Invigningen av Gentofte Stadion den 27 september 1942.

Gentofte Sportspark (tidigare Gentofte Stadion) är en sportanläggning i Gentofte utanför Köpenhamn, med bollplaner, ishallar, idrottshallar och skatepark. Anläggningen ägs av Gentofte kommun.

## Det nya stadion
Det nya stadion har en konstgräsplan på 105 x 68 meter, belysning på 500 lux vid publika matcher samt en åskådarkapacitet på 4 000 varav ca 600 sittplatser.
Stadionplanen används för närvarande (2019) mest till fotbollsmatcher och är hemmaplan för Hellerup Idrætsklub och Jægersborg Boldklub, samt amerikansk fotboll-klubben Copenhagen Towers.

## Det gamla stadion
Publikrekord för fotbollsmatcher på det tidigare Gentofte Stadion är 13 500 åskådare 1985 i en match mellan Boldklubben 1903 och Lyngby.
Ca 12 000 åskådare var närvarande då Boldklubben 1903 den 22 oktober 1991 besegrade Bayern München med 6–2.

## Konserter
På det gamla Gentofte Stadion har det hållits otaliga konserter, däribland:
- Supertramp - 1983
- Genesis (med Phil Collins) - 1987
- Pink Floyd - A Momentary Lapse of Reason Tour - 31 juli 1988
- Simple Minds - 1989
- Tina Turner - Foreign Affair: The Farewell Tour - 22 maj 1990
- Prince & The New Power Generation - Nude Tour, med Mavis Staples - 4 juni 1990
- ZZ Top - Recycler World Tour , med Bryan Adams - 12 juni 1991
- AC/DC, Metallica, Queensrÿche & The Black Crowes - Monsters of Rock - 10 augusti 1991
- Michael Jackson - Dangerous World Tour - 20 juli 1992 (43 000 i publiken, utsålt[6])
- Dire Straits (två konserter) - 1992
- Metallica - Nowhere Else to Roam Tour, med The Cult & Suicidal Tendencies - 28 maj 1993
- Guns N' Roses - Use Your Illusion Tour - 8 juni 1993
- U2 - Zoo TV Tour, med PJ Harvey & Stereo MC's - 27 juli 1993
- Bruce Springsteen - 1993
- Bryan Adams - 1994
- Rammstein (Giants of Rock) - 2005